# Uitenhage
Uitenhage is een stad in  Zuid-Afrika, in de Oost-Kaap provincie. De stad ligt nabij Port Elizabeth en hoort tot dezelfde gemeente Nelson Mandelabaai met 1,15 miljoen inwoners. Uitenhage zelf heeft een goede 103.600 inwoners. Uitenhage staat bekend om zijn Volkswagenfabriek, de grootste autofabriek in Afrika.
Uitenhage is gesticht op 25 april 1804 door Jacob Glen Cuyler, de stad is genoemd naar de generaal Jacob Abraham Uitenhage de Mist door de gouverneur van de Kaapkolonie Jan Willem Janssens.

## Subplaatsen
Het nationaal instituut voor de statistiek, Stats SA, deelt sinds de census 2011 deze hoofdplaats in in 44 zogenaamde subplaatsen (sub place), waarvan de grootste zijn:
Blikkiesdorp • Fairbridge Heights • Gerald Smith • Kamehs • Langa Phase 1 • Langa Phase 2 • Mandelaville • McNaughton • Rosedale • Thomas Gamble • Uitenhage Upper Central • Vanes Estate • Van Riebeeckhoogte.

## Stedenbanden
- Alkmaar (Nederland)

## Geboren
- Christo van Rensburg (1962), tennisser
- Lusapho April (1982), atleet